# Ербје
Ербје (фр. Herbiers) је насељено место у Француској у региону Лоара, у департману Вандеја.
По подацима из 2011. године у општини је живело 15.390 становника, а густина насељености је износила 173,35 становника/km².

## Демографија
| 1962. | 1968. | 1975.  | 1982.  | 1990.  | 2011.  |
| ----- | ----- | ------ | ------ | ------ | ------ |
| 4.916 | 9.050 | 10.599 | 12.049 | 13.413 | 15.390 |